# Webtoon

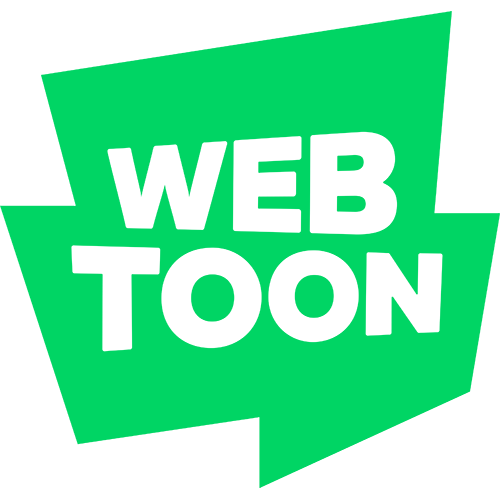
Logo de Webtoon

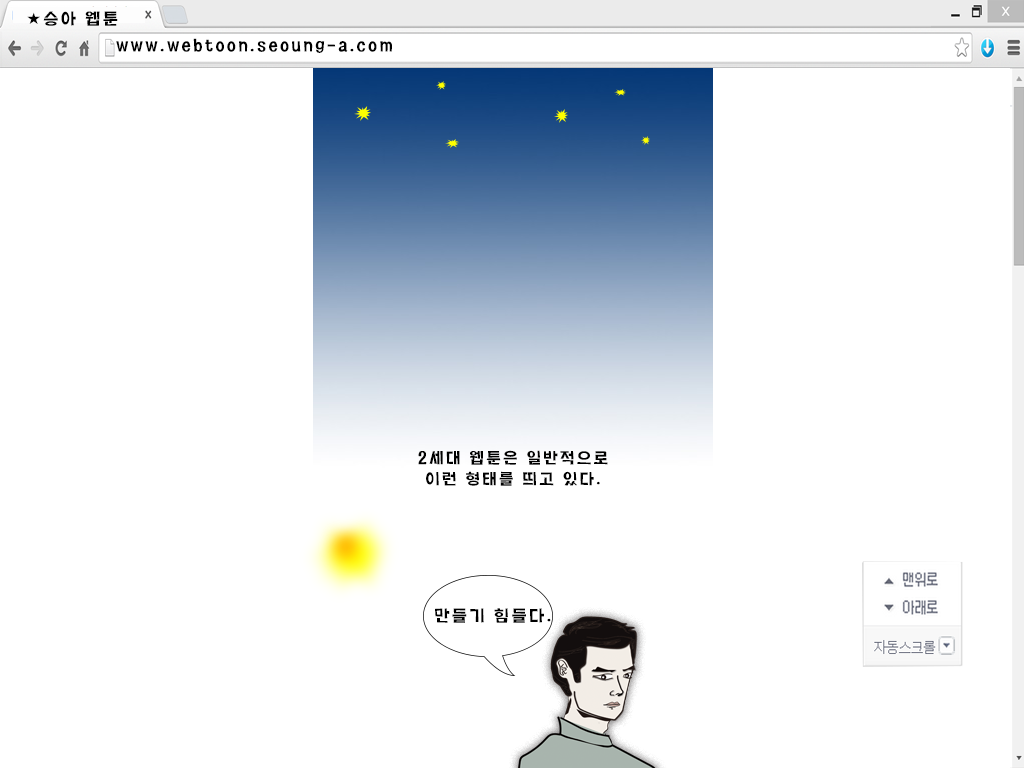
Ejemplo de webtoon sobre una única imagen vertical.

El webtoon (en hangul, 웹툰) es un formato de historieta digital creado en Corea del Sur. La principal diferencia con el webcómic reside en su presentación: cada episodio de un webtoon se publica en una sola imagen vertical, lo que facilita la lectura en teléfonos móviles y dispositivos electrónicos.
Se distingue del manhwa por una mayor publicación de obras en color, por el tipo de lectura y por la libertad temática respecto al formato físico.

## Historia
Basándose en la popularidad en Corea del Sur de la historieta digital y de los teléfonos inteligentes, el sitio web Daum estrenó un servicio de webtoon en 2003, con contenido gratuito y de pago. Dos años después el portal Naver creó su propio servicio, Naver Webtoon, que adaptaría la principal característica de este formato: historias en una sola imagen vertical para facilitar su lectura en dispositivos electrónicos. En ambos casos la oferta no se limita a autores profesionales o editoriales: los usuarios pueden subir sus propias creaciones y compartirlas con la comunidad de lectores.
A mediados de los años 2010 se habían publicado un total de 4400 series en este formato. De acuerdo con el ministerio de Cultura de Corea del Sur, la industria del webtoon llegó a generar más de 153 millones de dólares en 2014, si bien la cantidad que puede percibir un dibujante es muy dispar. Algunos títulos han sido incluso adaptados a serie de animación (Noblesse, Torre de Dios, The God of High School, Solo Leveling) o a película (Secretly, Greatly).
Dentro de la llamada «ola coreana», Naver llegó a un acuerdo en 2015 para lanzar Line Webtoon a nivel internacional con traducciones en inglés, obras de autores estadounidenses y un servicio de micromecenazgo para que los lectores aportaran dinero a sus obras favoritas.A esta empresa le siguieron otras en Corea del Sur como Kakao Webtoon y Lezhin Comics.

## Mercado
El mercado de webtoons y sus derivados está valorado actualmente en alrededor de KR₩420 mil millones (US$368 millones).
Aunque los cómics digitales son cada vez más populares, la publicación impresa sigue siendo el principal medio de venta minorista de cómics. Algunas editoriales ofrecen contenido en línea y contenido impreso simultáneamente.
Los webtoons han sido utilizados como material de partida por varios medios diferentes, incluidos el cine y la televisión; uno de los primeros ejemplos de esto fue 'Tazza', una película de 2006 basada en el cómic de Huh Young-man. Esta obra fue serializada en Sports Chosun y obtuvo más de 100 millones de visitas en la página de inicio, siendo luego adaptada en dos películas (Tazza: The High Rollers, Tazza: The Hidden Card) y una serie de televisión (Tazza (serie de televisión)). Otra de las obras de Huh, Sikgaek (Le Grand Chef), fue publicada en Dong-a Ilbo durante cinco años y vendió 540.000 copias en versión de bolsillo.
El servicio Webtoon de Naver, lanzado en 2014, es actualmente la plataforma de webtoon más grande de Corea. Según Naver, llega a más de 6,2 millones de usuarios diarios. El servicio gratuito de traducción de WEBTOON ha permitido que los webtoons formen parte de la Cultura Coreana global.
También colaboran con películas.
Webtoon también está siguiendo una estrategia de diversificación internacional para hacer crecer su mercado en Asia y en todo el mundo.
En septiembre de 2023, NAVER Webtoon había crecido hasta alcanzar los 180 millones de usuarios activos mensuales (MAU) en todo el mundo.